# Hovgård (naturreservat)
Hovgård är ett naturreservat i Varbergs kommun i Hallands län. 
Området är naturskyddat sedan 2019 och är 15 hektar stort. Reservatet omfattar en gammal grustäkt som omvandlats till en sandmarksmiljö.